# Egységesítési törvények
Az egységesítési törvények, teljes nevén a walesi rendeletekről szóló 1535–1542-es törvények (Laws in Wales Acts, walesiül: Y Deddfau Uno 1535 a 1542) parlamenti döntések sorozata, mellyel Wales jogrendszerét beolvasztották Angliáéba, és az angol közigazgatási rendszert kezdték el használni a másik területen is, hogy egy egységes illetékességi területet és államot hozzanak létre. Ilyen néven két törvényt szoktak meghivatkozni. Ezeket 1536-ban és 1543-ban, a walesi Tudor-házból származó VIII. Henrik uralkodása idején fogadták el.

## Háttere

Anglia zászlaja

Wales zászlaja

Gwynedd 1282–83-as elfoglalásától a walesi rendeletekről szóló 1535–1542-es törvények elfogadásáig Wales közigazgatási rendszere változatlan maradt. Rhuddlan törvénye 1284-ben az eredeti walesi uralkodók területeit öt megyére osztotta fel. Ezek a következők voltak: Anglesey, Caernarfon, Cardigan, Carmarthen és Merioneth. Bár az öt megye területére kiterjedt az angol büntetőjog területi hatálya, a fejedelemség Anglia királyának személyes hűbérbirtoka volt, és a walesi törvények csak a polgárjog területén maradtak érvényben. Wales nagy része ezt megelőzően kicsi lordságokból épült fel, melyek közül mindegyiknek megvolt a saját grófja, jogrendszere és más egyedi szokása. Ez alól egyedül Flint megye volt a kivétel, mely a fejedelemség és Glamorgan valamint Pembroke királyi lordságok része volt.
Richmond earlje, Tudor Henrik, a nagy walesi Tewdr ház leszármazottja 1485-ben megszerezte az angol trónt, és VII. Henrik néven király lett, nem történt változás Wales kormányzásának rendszerében. Azonban aggasztotta az őrgrófok ereje, a törvényen kívüliségük és a walesi határvidéken uralkodó állapotok. Ennek intézésére ismét felállították a IV. Eduárd uralkodása idején alapított Wales és a Határvidék Bizottságát. Miután az őrgrófok többsége a rózsák háborúja alatt meghalt, sok lordság került közvetlenül a korona fennhatósága alá.
VII. Henrik fia, VIII. Henrik uralkodása elején nem látta szükségesnek a walesi kormányzati rendszer átalakításának, de valószínűleg később a megmaradt őrgrófok egy része megfenyegette, és ennek hatására küldte oda főbiztosát, Thomas Cromwell, hogy találjon megoldást a kialakult helyzetre. Megoldási javaslata Wales annektálása vagy beolvasztása volt, melynek megvalósítása számos más változás mellett a modern szuverén államként létező Anglia létrejöttéhez vezetett.
A törvények "egyesítési törvények" néven váltak ismertté, azonban egészen 1901-ig nem ez volt a közkeletű neve. Ekkor határozta meg a törvények elnevezésére Owen M. Edwards történész ezt a nevet, melyet többen félrevezetőnek tartanak, mivel a törvények a jogharmonizáció és nem a politikai unió irányába mutattak.

## A törvények
A harmonizációra 1536 és 1543 között egy sor rendelet elfogadása révén került sor. Ezek közé tartoztak a következők:
- A walesi jog- és illetékességi rendszernek a Birodalom területén érvényben lévőnek történő alárendeléséről szóló törvényt  (27 Henry VIII c. 26) 1536-ban fogadták el 1993-ban helyezték hatályon kívül.
- A királyi domíniumok és a Walesi Fejedelemség egyes rendeleteiről szóló törvényt (34 és 35 Henry VIII c. 26), 1543-ban fogadták el és 1995 januárjában helyezték hatályon kívül.

Az első törvényt az egy olyan parlament fogadta el, melynek nem volt walesi képviselője. Ennek a rendeletnek a hatására terjedt ki az angol jog területi hatálya a határvidékekre is, és ez biztosította a walesiek jövőbeni parlamenti képviseletét.
A törvények rövid címeit az 1948-as rendelet-felülvizsgálati törvény határozta meg.

## A törvények hatásai
A törvényeknek a következők voltak a walesi közigazgatásra vonatkozó hatásai:
- eltörölték a határőrvidékeket, és öt új megye megalkotásával létrehozták a 13 megyéből álló Wales-t. Az új megyék: Monmouthshire, Brecknockshire, Radnorshire, Montgomeryshire és Denbighshire;
- a lordság egyéb területeit Shropshire-hez, Herefordshire-hez, Gloucestershire-hez, Glamorganhez, Carmarthenshire-hez, Pembrokeshire-hez, Cardiganshire-hez és Merionethshire-hez csatolták
- kijelölték Wales határait, melyek azóta változatlanok maradtak. Ezt eredetileg nem így tervezték, azonban Monmouthshire státusza egészen 1974-ig vitatott volt;
- az őrgrófságok nem ítélkezhettek jelentősebb bűnügyekben;
- bevezették a békebíró intézményét;
- Wales tagokat választott az Angol (Westminsteri) Parlamentbe;
- jogi alapokon is létrehozták Wales és a Határvidék Bizottságát;
- minden megyében kijelöltek egy serifet, és betöltötték itt is az angliai hivatali pozíciókat.

Ezek a rendelkezések a walesi dzsentri réteg körében nem mutatkoztak népszerűtlennek. Felismerték, hogy ezek által az angol állampolgárokéval megegyező jogokban részesülnek. Számos más akkori és azóta befolyással bíró walesinek hasonló volt a hozzáállása. Hálásak a törvények bevezetéséért, és azért, hogy Wales ezt követően békés rendszerető állam lett.
Csak sokkal később jött el az az időszak, mikor néhány walesi úgy kezdte érezni – A. O. H. Jarman szavaival – "azzal a feltétellel adták meg a walesieknek az állampolgárságot, hogy elfelejtik saját történelmüket és személyiségüket, elfelejtik, hogy walesiek, és egyesülnek Angliával. "
Annak ellenére, hogy G. R. Eltonhoz hasonlóan más történészek is úgy tekintenek a törvényekre mint a Tudorok hatékonyságának a jelképére, a modern brit és walesi történészek egyre inkább úgy látják, a törvények a walesi kultúra, gazdaság és önazonosság rovására mentek. Míg a walesi dzsentri réteg megragadta a törvény nyújtotta lehetőséget, s beolvadt az angol arisztokráciába, addig a lakosság nagy része elhagyatottan hánykódónak érezte magát egy számára szokatlan gazdasági és jogi környezetben.

## Lásd még
- Union HiJack Archiválva 2006. október 20-i dátummal a Wayback Machine-ben: egy arról szóló cikk, hogy Wales miért nincs megjelenítve Nagy-Britannia zászlajában.

## Bibliográfia
- Davies, John (1994), A history of Wales. London: Penguin. ISBN 0-14-014581-8.
- Williams, Glanmor (1993), Renewal and reformation : Wales, c.1415–1642. Oxford : Oxford University Press. ISBN 0-19-285277-9.
- Williams, W. Ogwen (1971), "The union of England and Wales". In A. J. Roderick (Ed.), Wales through the ages : volume II, Modern Wales, from 1485 to the beginning of the 20th century, pp. 16–23. Llandybïe : Christopher Davies (Publishers) Ltd. ISBN 0-7154-0292-7.